# HD 20781 b
HD 20781 b é um planeta extrassolar classificado como um Netuno quente com uma massa de 11 a 13 massas terrestres. esse planeta orbita em torno de HD 20781, uma estrela que faz parte junto com a estrela HD 20782 de um amplo sistema binário em que ambas as estrelas têm seus próprios sistemas planetários, localizada a cerca de 117 anos-luz de distância a partir da Terra, na constelação de Fornax. HD 20781 b é o planeta mais interno que orbita a sua estrela-mãe a cerca de 0,169 unidades astronômicas. Ele foi descoberto através do método de velocidade radial e foi anunciado como parte de uma grande liberação de dados pela equipe do Euopean HARPS.